# Districte de Bharuch
El districte de Bharuch (gujarati ભરૂચ) (o districte de Broach, nom predominant sota administració britànica) és una divisió administrativa de l'estat de Gujarat a l'Índia. La seva superfície actual és de 9308 km² (1881 de 3.763 km², 1901 de 3799 km²) i la població d'1.370.656 habitants (1820 de 229.527, 1851 de 290.984, 1872 de 350,322, 1881 de 326.930, 1891 de 341.490 i 1901 de 291.763). El seu riu principal és el Narmada que desaigua al golf de Khambat (Cambay). La capital és la ciutat de Bharuch o Broach.

## Administració
Està dividit en set talukes: 
- Ankleshwar
- Hansot
- Jambusar
- Jhagadia
- Panoli
- Valia
- Vagra

Les talukes el 1881 i 1901 eren:
- Amod
- Broach o Bharuch
- Ankleswar
- Jambusar
- Wagra o Vagra

La taluka de Broach tenia 785 km² i població de 112.906 el 1891 i 110.198 el 1901.
Aleshores i havia cinc municipalitats: Broach (42.896 habitants el 1901), Anklesvar, Jambusar, Amod i Hansot.

## Història
El seu nom derivaria de Bharukachha, corrupció de Bhrigu Kachha, "Camp de Bhrigu", l'heroi epònim local.
Broach va formar part de l'imperi Maurya i després va passar als Saces amb la dinastia dels Kshatrapes occidentals. Després es va produir la dominació dels gujars al segle vi i dels rajputs, subjectes a la senyoria dels Chalukyes de Kalyan i dels seus successors els Rashtrakutes.
Després formà part del regne d'Anhilvada fins a la conquesta musulmana el 1298. Va pertànyer al sultanat de Delhi (1298-1391), al sultanat de Gujarat (1391-1572) a l'Imperi Mogol (1572-1736) i a nawabs independents (1736-1772).
Broach fou visitada pels comerciants anglesos Aldworth i Withington i el 1616 es va establir una factoria a una simple casa de la ciutat. Una factoria holandesa es va establir el 1620. A finals del segle els marathes van assolar la ciutat; el governador (nawab) de Broach actuava cada cop de manera més independent i es va independitzar de facto el 1736; el 1759 els britànics es van establir a Surat i van entrar en relacions amb el nawab. A causa d'un conflicte per les taxes, els britànics van enviar una expedició des de Surat el 1771, però va fracassar, però durant la temporada de pluges el nawab va visitar Bombai i va acceptar pagar 4 lakhs; tot i així no va poder pagar i el 1772 els britànics van enviar una segona expedició que va conquerir fàcilment la ciutat (tot i que en l'acció va morir el general Wedderburn, el comandant de la força expedicionària); el territori fou annexionat; el formaven 162 pobles. El 1783 els territoris de Broach (que per tractat o conquesta ara incloïen Anklesvar, Hansot, Dehejbara i Amod) foren cedits pel tractat de Salbai als marathes (les conquestes originals a Sindhia i la resta al peshwa). El 1803 després de la segona guerra maratha, el tractat de Bassein (31 de desembre de 1802) el va retornar als britànics que van ocupar la ciutat el 1803. El 1818, pel tractat de Poona, tres talukes foren agregades al districte. El 1823 es van revoltar els kolis; el 1857 fou teatre de lluites entre parsis i musulmans; i el 1886 una revolta dels tataores va causar la mort del superintendent de policia del districte.